# Рајко Дујмић
Рајко Дујмић (Загреб, 7. август 1954 — Ријека, 4. август 2020) је био хрватски музичар и композитор. Познат је као вођа групе Нови фосили, и као аутор бројних хитова забавне музике. Добитник је Порина за животно дело.

## Биографија
Дујмић је завршио средњу музичку школу у Загребу, на смеру виолина, а апсолвирао је на Педагошкој академији. Своју музичку каријеру започео је као клавијатуриста у различитим рок групама, међутим највећи део своје каријере провео је у групи Нови фосили. Осим клавијатуристе, Дујмић је у овој групи имао и улогу композитора. Након његовог доласка у групу, све песме које су Нови фосили извели, компоновао је Рајко Дујмић. У својој каријери, Рајко Дујмић написао је преко 1800 композиција, при чему је, осим компоновања, радио и аранжмане и продукцију.
Значајне успехе Дујмић је забележио и у такмичењима на песми Евровизије. Три године за редом учествовао је као аутор: Нови фосили су 1987. године освојили четврто место са песмом „Ја сам за плес“; Сребрна крила шесто место са песмом „Мангуп“, годину дана касније; док је 1989. године задарска група Рива победила са песмом „Rock me“. 
Након распада групе Нови фосили, Рајко је, 1993. године, објавио свој једини самостални албум под називом „Низводно од раја“.
Преминуо је 4. августа 2020. године, седам дана након што је доживео тешку саобраћајну несрећу.

## Стваралаштво
- Нови фосили: Да те не волим, Сањај ме, Реци ми тихо, тихо, Чујеш ли ме, је л' ти драго, Немаш више времена за мене, Само ми се јави, Саша, Шути, мој дјечаче плави, Било ми је први пут, Милена, Још те волим, За добра, стара времена, Ја сам за плес, Најдраже моје, Знам
- Неда Украден: Врати се с кишом, То мора да је љубав, Довиђења, заборави ме, Очи твоје говоре
- Јасна Злокић: Скитница, Вјеруј ми, Пјесмо моја, Писмо, На обали
- Јадранка Стојаковић: Вјерујем
- Сребрна крила: Мангуп
- Рива: Rock me
- Јасмин Ставрос: Уморан сам, Кад' се пријатељи растају
- Жељко Бебек: Вечерас си лијепа